# 塔刹

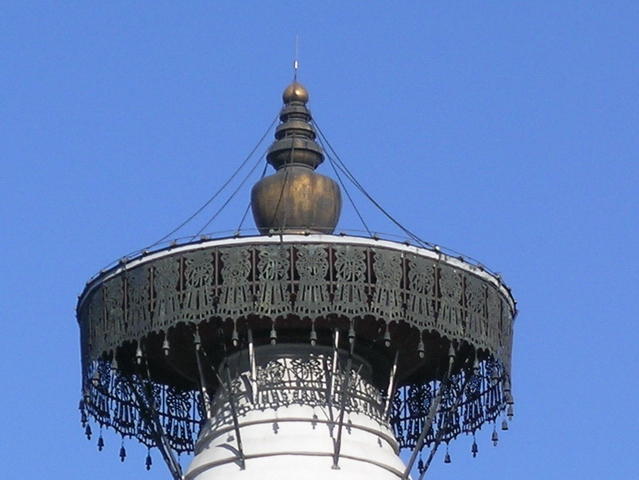
塔刹

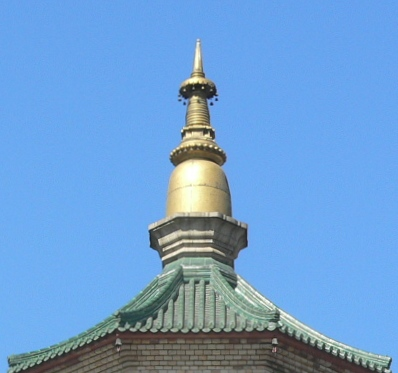
塔刹

塔刹位于塔的最高处，是“观表全塔”和塔上最为显著的标记。“刹”来源于梵文，意思为“土田”和“国”，佛教的引申义为“佛国”。各种式样的塔都有塔刹，所谓是“无塔不刹”。印度的窣堵坡传入后，与中国传统建筑相的结合演化中，塔刹成为塔顶攒尖收尾的重要部分。
塔刹作为塔显著的标志，一般用金属或砖石制成，一般塔刹本身也如一座小覆钵塔，分为刹座、刹身、刹顶三部分构成。